# جانکارلو فراندو
جانکارلو فراندو (ایتالیایی: Giancarlo Ferrando؛ زادهٔ ۴ نوامبر ۱۹۳۹ - درگذشته ۱۳ اوت ۲۰۲۰) فیلم‌بردار اهل ایتالیا بود.

## گزیدهٔ فیلم‌شناسی
- دختر مهاراجه (۱۹۹۵)
- جنایت‌های شخصی (۱۹۹۳)
- خرسی به نام آرتور (۱۹۹۲)
- دری به سکوت (۱۹۹۱)
- ترول ۲ (۱۹۹۰)
- حریف (۱۹۸۸)
- انتقامجویی از آینده (۱۹۸۶)
- چشم، چشم بد، جعفری و رازیانه (۱۹۸۳)
- جنگجوی جهان گمشده (۱۹۸۳)
- ۲۰۱۹، پس از سقوط نیویورک (۱۹۸۳)
- با ببرها بازی نکنید (۱۹۸۲)
- قتل در گورستان اتروسک (۱۹۸۲)
- یک پلیس زن در نیویورک (۱۹۸۱)
- کروسان با خامه (۱۹۸۱)
- شکر، عسل و فلفل (۱۹۸۰)
- همسر در سفر… دل‌داده در شهر (۱۹۸۰)
- راهزن (۱۹۸۰)
- بزن قدش (۱۹۸۰)
- جزیره مردان ماهی‌نما (۱۹۷۹)
- رودخانه تمساح بزرگ (۱۹۷۹)
- یک پلیس زن در جوخه هرزه‌ها (۱۹۷۹)
- کوه خدای آدم‌خوار (۱۹۷۸)
- دخترک سرباز در مانورهای بزرگ نظامی (۱۹۷۸)
- معلم مدرسه در خانه (۱۹۷۸)
- دخترک سرباز در دیدار نظامی (۱۹۷۷)
- راننده تاکسی (۱۹۷۷)
- سنبله، ثور، جدی (۱۹۷۷)
- مهار (۱۹۷۶)
- خانم دکتر بیمارستان ارتش (۱۹۷۶)
- اعترافات یک پلیس زن (۱۹۷۶)
- سکس با لبخند (۱۹۷۶)
- دختر دبیرستانی (۱۹۷۵)
- معلم مدرسه (۱۹۷۵)
- اقدام بی‌سروصدا (۱۹۷۵)
- مرگ مشکوک یک دختر کم سن‌وسال (۱۹۷۵)
- شهر قمار (۱۹۷۵)
- میهمان (۱۹۷۴)
- تابستان زیبا (۱۹۷۴)
- میلان می‌لرزد: پلیس به‌دنبال عدالت (۱۹۷۳)
- تنه (۱۹۷۳)
- تمامی رنگ‌های تاریکی (۱۹۷۲)
- گناه در وجودت حبس شده و فقط من کلیدش را دارم (۱۹۷۲)